# Joanna Kitlinksi
Pas d'image ? Cliquez ici

b Matchs officiels uniquement.
Joanna Kitlinksi, née le 5 juillet 1988, est une joueuse internationale américaine de rugby à XV évoluant au poste de talonneur.

## Biographie
Joanna Kitlinksi naît le 5 juillet 1988. En 2022, elle joue pour le club des Sale Sharks en Angleterre. Elle est retenue en septembre 2022 pour disputer sous les couleurs des États-Unis la Coupe du monde en Nouvelle-Zélande.